# Суганда-фьорд
Суганда-фьорд (исл. Súgandafjörður) — фьорд в Исландии. Суганда-фьорд находится на крайнем северо-западе Исландии, в регионе Вестфирдир.
Является самым северным из фьордов Вестфирдира, вдаётся в сушу в направлении с северо-запада на юго-восток. Длина достигает 13 км. Внешняя часть широкая, однако у горы Спилли ширина мала и составляет 1-2 км. На побережье фьорда — терраса на высоте около 300 м.
На его южном берегу, у выхода в открытый океан, находится рыбацкий посёлок Судурейри.
В просторечье местными жителями Суганда-фьорд называется Суганди (Súgandi).